# Linguística evolutiva
A linguística evolutiva é uma abordagem sociobiológica para o estudo da linguagem. A abordagem está intimamente ligada à antropologia evolutiva, à linguística cognitiva e à biolinguística. Estudando as línguas como produtos da natureza, ela se interessa pela origem biológica e pelo desenvolvimento da linguagem. A linguística evolutiva é contrastada com abordagens humanísticas, especialmente a linguística estrutural.
Um dos principais desafios desta pesquisa é a falta de dados empíricos: não há vestígios arqueológicos da linguagem humana primitiva. Modelagem biológica computacional e pesquisa clínica com línguas artificiais têm sido empregadas para preencher lacunas de conhecimento. Embora se entenda que a biologia molda o cérebro, que processa a linguagem, não há uma ligação clara entre a biologia e estruturas específicas da linguagem humana ou universais linguísticos.
Por falta de um avanço no campo, houve numerosos debates sobre que tipo de fenômeno natural a linguagem poderia ser. Alguns pesquisadores se concentram nos aspectos inatos da linguagem. É sugerido que a gramática surgiu adaptativamente do genoma humano, trazendo um instinto linguístico; ou que depende de uma única mutação que causou o aparecimento de um órgão da linguagem no cérebro humano. A hipótese é que isso resulte em uma estrutura gramatical cristalina subjacente a todas as línguas humanas. Outros sugerem que a linguagem não é cristalizada, mas fluida e em constante mudança. Outros, ainda, comparam as línguas a organismos vivos. As línguas são consideradas análogas a um parasita ou populações de vírus mentais. Até agora, há pouca evidência científica para qualquer uma dessas alegações, e algumas delas são rotuladas como pseudociência.

## História

### 1863–1945: darwinismo social
Embora os teóricos pré-darwinianos tenham comparado as línguas aos organismos vivos como uma metáfora, a comparação foi tomada literalmente pela primeira vez em 1863 pelo linguista histórico August Schleicher, que foi inspirado por On the Origin of Species de Charles Darwin. Na época, não havia evidências suficientes para provar que a teoria da seleção natural de Darwin estava correta. Schleicher propôs que a linguística poderia ser usada como um campo de testes para o estudo da evolução das espécies. Uma revisão do livro de Schleicher Darwinism as Tested by the Science of Language apareceu na primeira edição do periódico Nature em 1870. Darwin reiterou a proposição de Schleicher em seu livro de 1871 The Descent of Man, alegando que as línguas são comparáveis às espécies e que a mudança linguística ocorre por meio da seleção natural, pois as palavras "lutam pela vida". Darwin acreditava que as línguas evoluíram a partir dos chamados de acasalamento dos animais. Os darwinistas consideraram o conceito de criação da linguagem como não científico.
August Schleicher e seu amigo Ernst Haeckel eram jardineiros ávidos e consideravam o estudo das culturas como um tipo de botânica, com diferentes espécies competindo pelo mesmo espaço vital. Ideias semelhantes foram posteriormente defendidas por políticos que queriam atrair os eleitores da classe trabalhadora, principalmente pelos nazistas que posteriormente incluíram o conceito de luta por espaço vital em sua agenda. Altamente influente até o final da Segunda Guerra Mundial, o darwinismo social foi eventualmente banido das ciências humanas, levando a uma separação estrita dos estudos naturais e socioculturais.
Isso deu origem ao domínio da linguística estrutural na Europa. Havia uma longa disputa entre os darwinistas e os intelectuais franceses, com o tópico da evolução da linguagem tendo sido notoriamente banido pela Sociedade Linguística de Paris já em 1866. Ferdinand de Saussure propôs o estruturalismo para substituir a linguística evolucionista em seu Cours de linguistique générale, publicado postumamente em 1916. Os estruturalistas ascenderam ao poder político acadêmico nas ciências humanas e sociais após as revoltas estudantis da primavera de 1968, estabelecendo a Sorbonne como um ponto central internacional do pensamento humanístico.

### A partir de 1959: determinismo genético
Nos Estados Unidos, o estruturalismo foi, no entanto, repelido pelos defensores da psicologia comportamental; uma estrutura linguística apelidada de "estruturalismo americano". Foi eventualmente substituído pela abordagem de Noam Chomsky, que publicou uma modificação da teoria estruturalista formal de Louis Hjelmslev, afirmando que as estruturas sintáticas são inatas. Uma figura ativa em manifestações pela paz nas décadas de 1950 e 1960, Chomsky ascendeu ao poder político acadêmico após a primavera de 1968 no MIT.
Chomsky tornou-se um oponente influente dos intelectuais franceses durante as décadas seguintes, e seus apoiadores confrontaram com sucesso os pós-estruturalistas nas guerras científicas do final da década de 1990. A mudança do século viu uma nova política de financiamento acadêmico onde a pesquisa interdisciplinar foi favorecida, direcionando efetivamente os fundos de pesquisa para as humanidades biológicas. O declínio do estruturalismo foi evidente em 2015, com a Sorbonne tendo perdido seu antigo espírito.
Chomsky acabou por afirmar que as estruturas sintáticas são causadas por uma mutação aleatória no genoma humano, propondo uma explicação semelhante para outras faculdades humanas, como a ética. Mas Steven Pinker argumentou em 1990 que elas são o resultado de adaptações evolutivas.

### A partir de 1976: neodarwinismo
Ao mesmo tempo em que o paradigma chomskyano do determinismo biológico derrotou o humanismo, ele estava perdendo sua própria influência dentro da sociobiologia. Foi relatado da mesma forma em 2015 que a gramática gerativa estava sob ataque na linguística aplicada e em processo de ser substituída pela linguística baseada no uso; um derivado da memética de Richard Dawkins. É um conceito de unidades linguísticas como replicadores. Após a publicação da memética no best-seller de não ficção de Dawkins de 1976, The Selfish Gene, muitos linguistas com inclinação biológica, frustrados com a falta de evidências para a Gramática Universal de Chomsky, agruparam-se sob diferentes marcas, incluindo uma estrutura chamada Linguística Cognitiva (com iniciais maiúsculas) e linguística 'funcional' (adaptacional) para confrontar Chomsky e os humanistas. A abordagem replicadora é hoje dominante na linguística evolucionista, na linguística aplicada, na linguística cognitiva e na tipologia linguística; enquanto a abordagem generativa manteve a sua posição na linguística geral, especialmente na sintaxe; e na linguística computacional.

## Abordagens
A linguística evolucionista é frequentemente dividida em funcionalismo e formalismo, conceitos que não devem ser confundidos com funcionalismo e formalismo na referência humanística. A linguística evolucionista funcional considera as línguas como adaptações à mente humana. A visão formalista as considera como cristalizadas ou não adaptativas.

### Funcionalismo (adaptacionismo)
A visão adaptativa da linguagem é defendida por várias estruturas da linguística cognitiva e evolutiva, com os termos 'funcionalismo' e 'Linguística Cognitiva' sendo frequentemente equiparados. É hipotetizado que a evolução do cérebro animal fornece aos humanos um mecanismo de raciocínio abstrato que é uma versão 'metafórica' do raciocínio baseado em imagens. A linguagem não é considerada uma área separada da cognição, mas sim coincidente com as capacidades cognitivas gerais, como percepção, atenção, habilidades motoras e processamento espacial e visual. Argumenta-se que funciona de acordo com os mesmos princípios que estes.
Acredita-se que o cérebro vincula esquemas de ação a pares forma-significado que são chamados de construções. As abordagens linguísticas cognitivas à sintaxe são chamadas de gramática cognitiva e de construção. Também derivadas da memética e de outras teorias de replicadores culturais, elas podem estudar a seleção e adaptação natural ou social de unidades linguísticas. Os modelos adaptativos rejeitam uma visão sistêmica formal da linguagem e consideram a linguagem como uma população de unidades linguísticas.
A má reputação do darwinismo social e da memética tem sido discutida na literatura, e recomendações para uma nova terminologia foram dadas. O que corresponde a replicadores ou vírus mentais na memética são chamados de linguemas na teoria de seleção de enunciado de Croft, e da mesma forma linguemas ou construções na gramática de construção e linguística baseada no uso; e metáforas, frames ou esquemas na gramática cognitiva e de construção. A referência à memética foi amplamente substituída pela de um sistema adaptativo complexo. Na linguística atual, este termo cobre uma ampla gama de noções evolucionárias, mantendo os conceitos neodarwinianos de replicação e população de replicadores.
A linguística evolucionária funcional não deve ser confundida com a linguística humanística funcional.

### Formalismo (estruturalismo)
Os defensores da explicação evolucionária formal em linguística argumentam que as estruturas linguísticas são cristalizadas. Inspirado pelos avanços do século XIX na cristalografia, Schleicher argumentou que diferentes tipos de línguas são como plantas, animais e cristais. A ideia de estruturas linguísticas como gotas congeladas foi revivida na tagmêmica, uma abordagem da linguística com o objetivo de descobrir simetrias divinas subjacentes a todas as línguas, como se fossem causadas pela Criação.
Na biolinguística moderna, argumenta-se que a árvore X-barra é semelhante a sistemas naturais, como gotículas ferromagnéticas e formas botânicas. A gramática gerativa considera estruturas sintáticas semelhantes a flocos de neve. É hipotetizado que tais padrões são causados por uma mutação em humanos.
O aspecto evolutivo formal-estrutural da linguística não deve ser confundido com a linguística estrutural.

## Evidência
Havia alguma esperança de um avanço com a descoberta do gene FOXP2. Há pouco apoio, no entanto, para a ideia de que FOXP2 é 'o gene da gramática' ou que teve muito a ver com o surgimento relativamente recente da fala sintática. A ideia de que as pessoas têm um instinto de linguagem é contestada. A memética às vezes é desacreditada como pseudociência e as afirmações neurológicas feitas por linguistas cognitivos evolucionistas foram comparadas à pseudociência. No geral, não parece haver nenhuma evidência para os princípios básicos da linguística evolucionista além do fato de que a linguagem é processada pelo cérebro e as estruturas cerebrais são moldadas pelos genes.

## Crítica
A linguística evolutiva tem sido criticada pelos defensores da linguística estrutural e funcional (humanística). Ferdinand de Saussure comentou sobre a linguística evolucionista do século XIX:
"A linguagem era considerada uma esfera específica, um quarto reino natural; isso levou a métodos de raciocínio que teriam causado espanto em outras ciências. Hoje, não se pode ler uma dúzia de linhas escritas naquela época sem ficar impressionado com os absurdos do raciocínio e com a terminologia usada para justificá-los."
Mark Aronoff, no entanto, argumenta que a linguística histórica teve sua era de ouro durante a época de Schleicher e seus apoiadores, desfrutando de um lugar entre as ciências exatas, e considera o retorno da linguística darwiniana um desenvolvimento positivo. Esa Itkonen, no entanto, considera o renascimento do darwinismo um empreendimento sem esperança:
"Há... uma aplicação da inteligência na mudança linguística que está ausente na evolução biológica; e isso basta para tornar os dois domínios totalmente desanalógicos... [A gramaticalização depende de] processos cognitivos, servindo, em última análise, ao objetivo de resolução de problemas, que entidades inteligentes como os humanos devem realizar o tempo todo, mas que entidades biológicas como os genes não conseguem realizar. Tentar eliminar essa diferença básica leva à confusão."
Itkonen também aponta que os princípios da seleção natural não são aplicáveis porque a inovação e a aceitação da linguagem têm a mesma fonte, que é a comunidade de fala. Na evolução biológica, a mutação e a seleção têm fontes diferentes. Isso torna possível que as pessoas mudem suas línguas, mas não seu genótipo.